# Chase (L'Arc-en-Ciel)
Chase è un brano musicale del gruppo musicale giapponese de L'Arc~en~Ciel, pubblicato come sesto singolo estratto dall'album Butterfly il 21 dicembre 2011. Il singolo ha raggiunto la seconda posizione della classifica Oricon dei singoli più venduti in Giappone, vendendo 88 914 copie.

## Tracce
CD Singolo KSCL-1908
1. CHASE
2. My Dear -L'Acoustic version-
3. CHASE (hydeless version)
4. My Dear -L'Acoustic version- (hydeless version)

Durata totale: 19:36

## Classifiche
| Classifica (2011) | Posizione più alta |
| ----------------- | ------------------ |
| Giappone (Oricon) | 2                  |